# Вагон-пральня
Вагон-пральня — тип залізничного рухомого складу, спеціальний вагон, призначений для дезінфекції, прання білизни та одягу. Використовується в умовах війни або катастрофи (епідемія, землетрус тощо). Експлуатується, як правило, у складі банно-прально-дезінфекційного поїзда (БПДП). Сучасні вагони-пральні можуть також використовуватися автономно, за умови забезпечення електроенергією та водою, а також у складі робітників (службових, до складу яких включається також вагон-електростанція) поїздів у віддалених місцевостях, у тому числі далеко від населених пунктів.

У РФ вагони-пральні виробляються на Тверському вагонобудівному заводі .